# Léba (département)
Cet article concerne le département et la commune rurale. Pour le village chef-lieu, voir Léba.
Léba est un département et une commune rurale de la province du Zondoma, situé dans la région du Nord au Burkina Faso.

## Géographie

### Démographie
- En 2006, le département comptait 9 781 habitants recensés[1].

## Administration

### Villages
Le département et la commune rurale de Labé est administrativement composé de dix villages, dont le village chef-lieu homonyme (données de population consolidées en 2012 issue du recensement général de 2006) :
- Bouloulou (2 131 habitants)
- Bouri (596 habitants)
- Guesséré (975 habitants)
- Léba (1 573 habitants), chef-lieu
- Marmissiga (256 habitants)
- Masboré (1 218 habitants)
- Raguéguéma (240 habitants)
- Robondé (420 habitants)
- Ronsin (321 habitants)
- Sanh (1 547 habitants)